# Stadion Große Wiese
Das Stadion Große Wiese ist ein Fußballstadion mit Leichtathletikanlage im Stadtteil Hüsten der nordrhein-westfälischen Stadt Arnsberg im Sauerland. Es ist Teil des Sportzentrum Große Wiese und ist die Heimspielstätte des Fußballvereins SV Hüsten 09, dessen Vorgängerverein SuS Hüsten 09 war. Daneben wird das Stadion vom Leichtathletikverbund LAC Veltins Hochsauerland genutzt. Die Sportstätte bietet 13.000 Plätze, davon 2.650 überdachte Sitzplätze.

## Geschichte
Ab der Saison 1978/79 konnte der Heimverein SuS Hüsten 09, der in den 1930er Jahren in der damals erstklassigen Gauliga Westfalen spielte, den Spielbetrieb im Stadion Große Wiese aufnehmen. Der 1999 gegründete Nachfolgeverein SV Hüsten 09 spielt gegenwärtig in der Staffel 2 der Fußball-Landesliga Westfalen.
Mit 13.000 Zuschauerplätzen ist das Stadion Große Wiese das größte Stadion im Hochsauerlandkreis. Neben dem von der sechsspurigen Leichtathletikanlage umgebenen Naturrasenplatz befindet sich seit 2014 auch ein Kunstrasenplatz auf der Anlage. Des Weiteren gehören eine Finnenbahn, ein Tennenplatz, eine Dreifachsporthalle und das Erlebnisbad NASS zum Sportzentrum.
In der Vergangenheit haben namhafte deutsche Fußballvereine wie Borussia Dortmund, der FC Schalke 04, der FC Bayern München oder der VfL Bochum sowie internationale Clubs wie Ajax Amsterdam, Roda Kerkrade oder Beşiktaş Istanbul hier Testspiele bestritten. Bei der früher veranstalteten „Leichtathletik-Gala“ waren u. a. die Stars Carl Lewis, Merlene Ottey, Linford Christie, Dieter Baumann, Heike Drechsler, Lars Riedel, Jürgen Schult, Willi Wülbeck und Frank Busemann im Arnsberger Stadion zu Gast.
2017 erwog Westfalia Rhynern, im Falle eines Aufstiegs in die Fußball-Regionalliga West sogenannte Risikospiele in Hüsten auszutragen. Dieser Gedanke wurde jedoch bald wieder verworfen.
Im März 2018 wurde die defekte Flutlichtanlage wieder in Stand gesetzt. Für das Jahr 2018 waren für rund 700.000 Euro weitere Renovierungsarbeiten, wie der Einbau neuer Umkleiden, Duschen und Heizungen, geplant.

## Fußball-Länderspiele
Im Stadion Große Wiese fanden bisher fünf Länderspiele statt, davon vier Spiele deutscher Fußballnationalmannschaften.
| Datum         | Heim        | Gast                | Ergebnis | Anlass                                                  |
| ------------- | ----------- | ------------------- | -------- | ------------------------------------------------------- |
| 4. Okt. 1983  | Deutschland | Österreich          | 2:1      | Qualifikation zur U-21-Fußball-Europameisterschaft 1984 |
| 3. Okt. 1989  | Deutschland | Finnland            | 2:0      | Qualifikation zur U-21-Fußball-Europameisterschaft 1990 |
| 6. März 2003  | Deutschland | Volksrepublik China | 3:1      | Frauen-Freundschaftsspiel                               |
| 24. März 2018 | Deutschland | Norwegen            | 2:5      | Qualifikation zur U-19-Fußball-Europameisterschaft 2018 |
| 24. März 2018 | Niederlande | Schottland          | 0:2      | Qualifikation zur U-19-Fußball-Europameisterschaft 2018 |